# Tokta kán

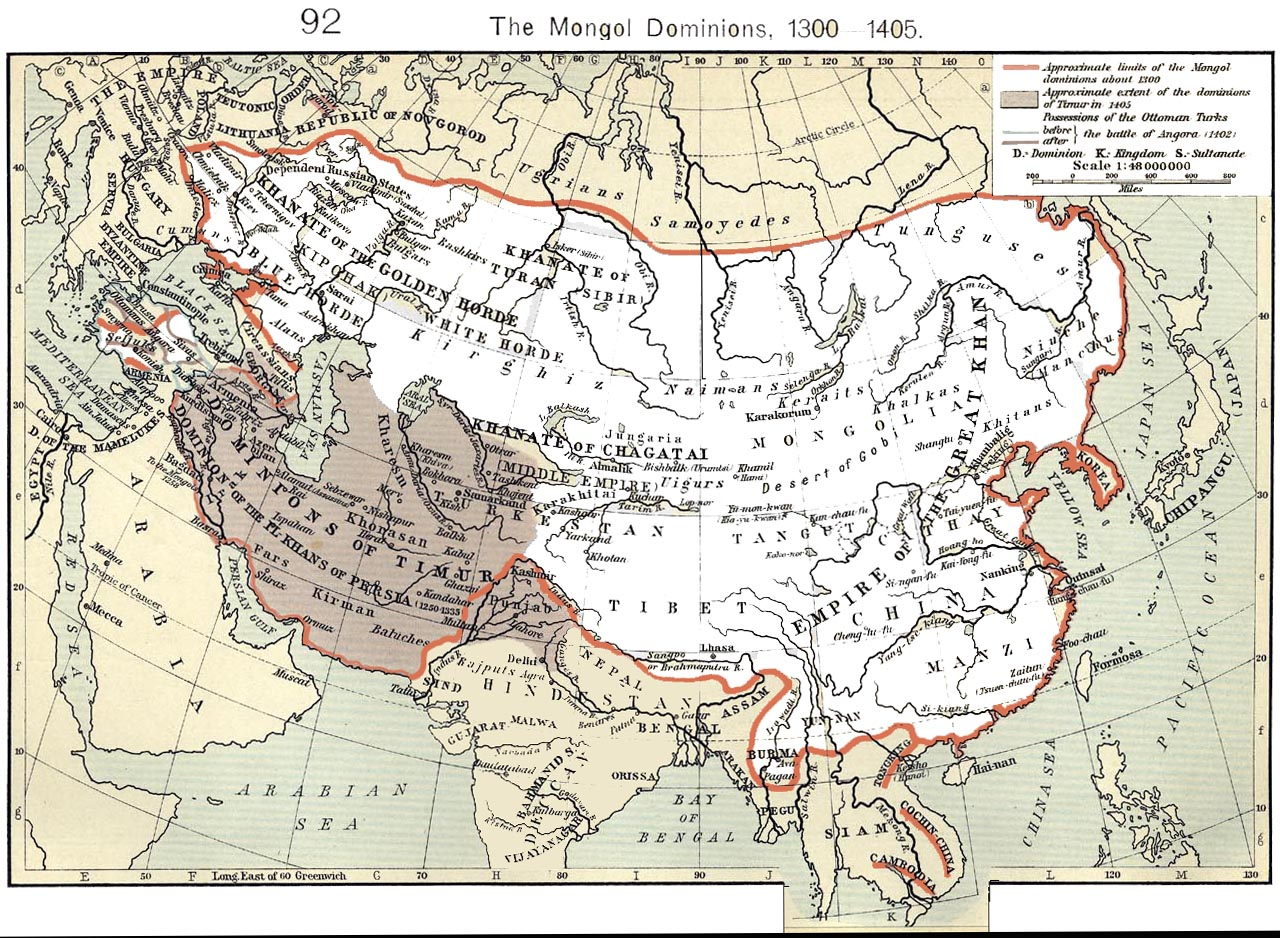
A Mongol Birodalom 1300 körül.

Tokta vagy Toktoga (mongolul Тохта, 1270 körül – 1312) az Arany Horda kánja, Batu kán dédunokája.

## Trónra jutása és központosítási törekvései
1291-ben az Arany Horda előző kánját, Talabugát, a hatalom tényleges birtokosa, Nogáj elfogta és Möngke Temür kán második fiát, Toktát emelte a trónra. Talabugát megfojtották. A támogatásért cserébe Tokta Nogájnak adományozta a Krím-félszigetet.
Ugyanebben az évben a tatárok betörtek Lengyelországba.
1293-ban folytatódott a mongol vazallus Alekszandr Nyevszkij fiainak, Dmitrijnek és Andrejnak vetélkedése a vlagyimiri nagyfejedelmi címért. Dmitrijnek Nogáj volt a pártfogója, így gyakorlatilag ő volt a nagyfejedelem, Andrej azonban az új kánhoz fordult támogatásért. Tokta egy nagyobb sereget küldött a segítségére, amely feldúlta Vlagyimirt, Moszkvát, Szuzdalt és Muromot valamint több kisebb várost, elpusztította a környékbeli falvakat. Dmitrij Pszkovba menekült és a következő évben megbetegedett és meghalt, így Andrej lett a nagyfejedelem.
Az orosz nagyfejedelem kiválasztása már előrevetítette Tokta és Nogáj konfliktusát és harcát a hatalomért. Nogáj ekkor már rég kiskirályként uralkodott, Tokta viszont eltökélt volt, hogy megerősíti a központi káni hatalmat. Több alkalommal is az udvarába rendelte Nogájt, aki azonban megtagadta az utazást. A kettejük közötti feszült helyzet 1299-ben jutott el a fegyveres konfliktusig. Nogáj az első csatában diadalmaskodott, de a következő évben egy újabb összecsapásban életét vesztette. Tokta a riválisa birodalmát a saját testvérei és fiai között osztotta fel. Nogáj fia, Csaka Bulgáriába menekült, amely korábban szintén Nogáj befolyása alatt volt. Teodor Szvetoszláv, a későbbi bolgár cár elfogatta Csakát, megfojtatta és lojalitása jeléül a fejét elküldte Tokta kánnak.
Nogáj másik fia, Turáj 1301-ben összeesküvést szőtt Tokta kán öccsével, Szerájbugával öröksége visszaszerzésére, de lelepleződtek, és Tokta mindkettejüket kivégeztette.

## Külpolitikája
Tokta uralkodása idején is feszült maradt a viszony az Arany Horda déli szomszédjával, az Ilhán Birodalommal. A Dzsocsi-ulusz kánjai már régóta maguknak követelték Azerbajdzsánt és a kaukázusi Albániát és több sikertelen hadjárattal próbálták követelésüket alátámasztani. Tokta is fenntartotta jogát ezekre a területekre, de fegyveres összecsapásra nem került sor.
1304-ben Tokta elfogadta a mongol nagykán, Temür Öldzsejtü formális fennhatóságát; ezzel véget ért a korábbi feszült viszony a Yüan dinasztiával és a Csagatáj Kánsággal és újjászervezték a kereskedelmi útvonalakat és a futárrendszert a Mongol Birodalom részei között.
1307-ben a kán, amiatti felháborodásában, hogy a krími genovai kereskedők tatár gyerekeket is eladtak rabszolgának, csapatokat küldött a megbüntetésükre. A genovaiak egy darabig ellenálltak, majd felgyújtották Kaffát és elhajóztak. Az európai kereskedelem majd csak 1312-ben, Tokta kán halála után állt helyre. 

## Halála
Tokta kán 1312-ben halt meg, állítólag elsüllyedt a csónakja a Volgán. Ő volt az Arany Horda utolsó nem muzulmán vallású uralkodója, sikeresen megállította a kánság szétesését és újból megerősítette a központi hatalmat. Bár három fia is volt, utóda a trónon a nomád öröklési rend alapján bátyja, Togrul legidősebb fia, Üzbég lett.

## Fordítás
Ez a szócikk részben vagy egészben  a   Toqta című angol Wikipédia-szócikk ezen változatának fordításán alapul.  Az eredeti cikk szerkesztőit annak laptörténete sorolja fel. Ez a jelzés csupán a megfogalmazás eredetét és a szerzői jogokat jelzi, nem szolgál a cikkben szereplő információk forrásmegjelöléseként.